# Setanta Sports Cup 2014
La Setanta Sports Cup 2014 è la 9ª edizione della competizione contesa da squadre irlandesi e nordirlandesi.

## Quarti di finale
| Squadra 1             | Totale | Squadra 2             | Andata | Ritorno |
| --------------------- | ------ | --------------------- | ------ | ------- |
| Shamrock Rovers       | 5 – 1  | Glentoran             | 5 – 1  | 0 – 0   |
| Crusaders             | 1 – 9  | Sligo Rovers          | 1 – 4  | 0 – 5   |
| Dundalk               | 4 – 3  | Coleraine             | 2 – 3  | 2 – 0   |
| Ballinamallard United | 0 – 6  | St Patrick's Athetlic | 0 – 1  | 0 – 5   |

## Semifinali
| Squadra 1       | Totale | Squadra 2             | Andata | Ritorno |
| --------------- | ------ | --------------------- | ------ | ------- |
| Shamrock Rovers | 1 – 3  | Dundalk               | 1 – 2  | 0 – 1   |
| Sligo Rovers    | 7 – 1  | St Patrick's Athetlic | 2 – 0  | 5 – 1   |

## Finale
| Arbitro: | Arnold Hunter |

|  |           |              |
|  | Marcatori | 13’ O'Connor |